# Copa do Nordeste 2023
La Copa do Nordeste 2023 è stata la 20ª edizione della Copa do Nordeste.

## Formato
La competizione, preceduta da un torneo preliminare denominato Pré-Copa do Nordeste che determina le ultime 4 squadre qualificate in aggiunta alle 12 iniziali, si divide in due fasi:
- Nella prima fase le squadre sono suddivise in due gironi da 8 squadre con match di sola andata, al termine dei quali le prime 4 di ciascun gruppo accedono alla fase successiva. Le squadre affrontano avversarie appartenenti all'altro girone.
- Nella seconda fase le 8 squadre qualificate si affrontano in un tabellone a eliminazione diretta con scontro unico ad eccezione della finale in doppia gara. In caso di parità al termine dei tempi regolamentari si procede con i tiri di rigore.

La vincente del torneo, ottiene un posto per il terzo turno di Coppa del Brasile 2023.

## Partecipanti

### Ammesse alla Eliminatórias Copa do Nordeste
Per questa edizione, si sfideranno sedici squadre. Ogni federazione ha una squadra qualificata dal ranking CBF 2022, mentre sette squadre si sono qualificate grazie ai rispettivi campionato statali.
Le squadre si sfideranno in due turni in cui i quattro vincitori avanzeranno alla Copa do Nordeste.
| Stato               | Squadra (Città)                 | Criterio di qualificazione                                 |
| ------------------- | ------------------------------- | ---------------------------------------------------------- |
| Alagoas             | ASA (Arapiraca)                 | 2ª classificata nel Campionato Alagoano 2022               |
| Alagoas             | CSA (Maceió)                    | Migliore squadra del ranking CBF a non essersi qualificata |
| Bahia               | Jacuipense (Riachão do Jacuípe) | 2ª classificata nel Campionato Baiano 2022                 |
| Bahia               | Vitória (Salvador)              | Migliore squadra del ranking CBF a non essersi qualificata |
| Ceará               | Caucaia (Caucaia)               | 2ª classificata nel Campionato Cearense 2022               |
| Ceará               | Ferroviário-CE (Fortaleza)      | Migliore squadra del ranking CBF a non essersi qualificata |
| Maranhão            | Cordino (Barra do Corda)        | 2ª classificata nel Campionato Maranhense 2022             |
| Maranhão            | Moto Club (São Luís)            | Migliore squadra del ranking CBF a non essersi qualificata |
| Paraíba             | Sousa (Sousa)                   | 3ª classificata nel Campionato Paraibano 2022              |
| Paraíba             | Botafogo-PB (João Pessoa)       | Migliore squadra del ranking CBF a non essersi qualificata |
| Pernambuco          | Retrô (Camaragibe)              | 2ª classificata nel Campionato Pernambucano 2022           |
| Pernambuco          | Santa Cruz (Recife)             | Migliore squadra del ranking CBF a non essersi qualificata |
| Piauí               | Altos (Altos)                   | Migliore squadra del ranking CBF a non essersi qualificata |
| Rio Grande do Norte | Potiguar (Mossoró)              | 3ª classificata nel Campionato Potiguar 2022               |
| Rio Grande do Norte | América-RN (Natal)              | Migliore squadra del ranking CBF a non essersi qualificata |
| Sergipe             | Confiança (Aracaju)             | Migliore squadra del ranking CBF a non essersi qualificata |

### Ammesse alla fase a gironi
Partono dalla fase a gironi di Copa do Nordeste le squadre vincitrici del campionato statale dell'anno precedente, più tre le migliori classificate nel ranking federale degli stati di Bahia, Ceará e Pernambuco che non hanno vinto il rispettivo campionato statale.
| Stato               | Squadra (Città)                     | Motivo qualificazione                      |
| ------------------- | ----------------------------------- | ------------------------------------------ |
| Alagoas             | CRB (Maceió)                        | Vincitore del Campionato Alagoano 2022     |
| Bahia               | Atlético de Alagoinhas (Alagoinhas) | Vincitore del Campionato Baiano 2022       |
| Bahia               | Bahia (Salvador)                    | 15º nel ranking CBF                        |
| Ceará               | Fortaleza (Fortaleza)               | Vincitore del Campionato Cearense 2022     |
| Ceará               | Ceará (Fortaleza)                   | 14º nel ranking CBF                        |
| Maranhão            | Sampaio Corrêa (São Luís)           | Vincitore del Campionato Maranhense 2022   |
| Paraíba             | Campinense (Campina Grande)         | Vincitore del Campionato Paraibano 2022    |
| Pernambuco          | Náutico (Recife)                    | Vincitore del Campionato Pernambucano 2022 |
| Pernambuco          | Sport Recife (Recife)               | 26º nel ranking CBF                        |
| Piauí               | Fluminense-PI (Teresina)            | Vincitore del Campionato Piauiense 2022    |
| Rio Grande do Norte | ABC (Natal)                         | Vincitore del Campionato Potiguar 2022     |
| Sergipe             | Sergipe (Aracaju)                   | Vincitore del Campionato Sergipano 2022    |

## Pré-Copa do Nordeste

### Sorteggio
I sorteggi si sono tenuti il 27 ottobre 2022 nella sede centrale della CBF a Rio de Janeiro. Le 16 squadre sono state divise in due urne a seconda del Ranking CBF e si affrontano in sfide di sola andata.
| Urna 1 | Urna 2                                                                                                |
| --- | --- |
| Vitória (25) CSA (30) Confiança (44) Santa Cruz (46) Botafogo-PB (51) Ferroviário-CE (52) América-RN (61) Jacuipense (65) | Altos (66) Moto Club (74) ASA (91) Retrô (114) Caucaia (140) Sousa (143) Potiguar (157) Cordino (181) |

### Partite

#### Primo turno
In caso di parità al termine dei 90 minuti, la vincente verrà decisa tramite i calci di rigore.
| Squadra 1      | Risultato       | Squadra 2 |
| -------------- | --------------- | --------- |
| Vitória        | 2 – 1           | Cordino   |
| Jacuipense     | 4 – 1           | Altos     |
| Santa Cruz     | 2 – 0           | Caucaia   |
| Botafogo-PB    | 0 – 0 (3-1 dtr) | Retrô     |
| CSA            | 2 – 1           | Potiguar  |
| América-RN     | 5 – 0           | Moto Club |
| Confiança      | 1 – 0           | Sousa     |
| Ferroviário-CE | 1 – 1 (4-3 dtr) | ASA       |

#### Secondo turno
In caso di parità al termine dei 90 minuti, la vincente verrà decisa tramite i calci di rigore.
| Squadra 1  | Risultato       | Squadra 2      |
| ---------- | --------------- | -------------- |
| Vitória    | 1 – 0           | Jacuipense     |
| Santa Cruz | 2 – 1           | Botafogo-PB    |
| CSA        | 0 – 0 (5-4 dtr) | América-RN     |
| Confiança  | 0 – 0 (4-5 dtr) | Ferroviário-CE |

## Fase a gironi

### Sorteggio
Il sorteggio della fase a gironi si è tenuto il 21 dicembre 2022 nella sede centrale della CBF a Rio de Janeiro. Le squadre (escluse le formazioni partecipanti alla Pré-Copa do Nordeste) sono state suddivise in tre urne in base al loro ranking CBF e sorteggiate in due gironi.
| Urna A                                                 | Urna B                                             | Urna C                                                                              |
| ------------------------------------------------------ | -------------------------------------------------- | ----------------------------------------------------------------------------------- |
| Fortaleza (11) Bahia (12) Ceará (13) Sport Recife (21) | CRB (28) Sampaio Corrêa (32) Náutico (38) ABC (47) | Campinense (72) Sergipe (90) Atlético de Alagoinhas (97) Fluminense-PI (no ranking) |

### Girone A
| Squadra                | Pt | G | V | N | P | GF | GS | DG  |
| ---------------------- | -- | - | - | - | - | -- | -- | --- |
| Sport Recife           | 19 | 8 | 6 | 1 | 1 | 19 | 5  | +14 |
| Fortaleza              | 18 | 8 | 6 | 0 | 2 | 15 | 5  | +10 |
| Ferroviário-CE         | 13 | 8 | 3 | 4 | 1 | 15 | 11 | +4  |
| CRB                    | 13 | 8 | 3 | 4 | 1 | 7  | 7  | 0   |
| Sampaio Corrêa         | 9  | 8 | 2 | 3 | 3 | 7  | 11 | -4  |
| Atlético de Alagoinhas | 6  | 8 | 2 | 0 | 6 | 6  | 16 | -10 |
| Vitória                | 6  | 8 | 1 | 3 | 4 | 10 | 13 | -3  |
| Fluminense-PI          | 3  | 8 | 0 | 3 | 5 | 7  | 18 | -11 |

### Girone B
| Squadra    | Pt | G | V | N | P | GF | GS | DG |
| ---------- | -- | - | - | - | - | -- | -- | -- |
| Ceará      | 16 | 8 | 5 | 1 | 2 | 16 | 11 | +5 |
| ABC        | 14 | 8 | 4 | 2 | 2 | 13 | 6  | +7 |
| Náutico    | 13 | 8 | 4 | 1 | 3 | 12 | 11 | +1 |
| Sergipe    | 11 | 8 | 3 | 2 | 3 | 12 | 8  | +4 |
| Santa Cruz | 9  | 8 | 2 | 3 | 3 | 10 | 13 | -3 |
| Bahia      | 9  | 8 | 2 | 3 | 3 | 9  | 15 | -6 |
| Campinense | 8  | 8 | 2 | 2 | 4 | 8  | 12 | -4 |
| CSA        | 7  | 8 | 1 | 4 | 3 | 6  | 10 | -4 |

## Fase finale
|  | Quarti di finale | Quarti di finale | Quarti di finale |  |  | Semifinali | Semifinali   | Semifinali |              |   | Finale | Finale      | Finale | Finale | Finale |  |
|  |                  |                  |                  |  |  |            |              |            |              |   |        |             |        |        |        |  |
|  | 2A               | Fortaleza        | 4                |  |  |            |              |            |              |   |        |             |        |        |        |  |
|  | 3A               | Ferroviário-CE   | 0                |  |  | 2A         | Fortaleza    | 2          |              |   |        |             |        |        |        |  |
|  | 1B               | Ceará            | 3                |  |  | 1B         | Ceará        | 3          |              |   |        |             |        |        |        |  |
|  | 4B               | Sergipe          | 1                |  |  |            |              |            |              |   | 1B     | Ceará (dtr) | 2      | 0      | 2 (4)  |  |
|  | 1A               | Sport Recife     | 4                |  |  |            |              | 1A         | Sport Recife | 1 | 1      | 2 (2)       |        |        |        |  |
|  | 4A               | CRB              | 0                |  |  | 1A         | Sport Recife | 1          |              |   |        |             |        |        |        |  |
|  | 2B               | ABC              | 3                |  |  | 2B         | ABC          | 0          |              |   |        |             |        |        |        |  |
|  | 3B               | Náutico          | 1                |  |  |            |              |            |              |   |        |             |        |        |        |  |